# Hugo Müller
Hugo Müller (ook: Müller-Lienhard) (Schöftland, 1 mei 1917) is een Zwitsers componist, arrangeur, dirigent en muziekuitgever. Voor bepaalde werken gebruikte hij de pseudoniemen: U. Milano, Hough Milhard. 

## Levensloop
Müller studeerde aan het Konservatorium für Klassik und Jazz in Zürich alsook aan de Musikhochschule Luzern in Luzern. Bij het Zwitserse leger studeerde hij muziek aan de militaire academie en behaalde zijn diploma als militaire kapelmeester. In 1946 richtte hij in Wädenswil een eigen muziekuitgeverij "Milgra-Edition" op. Hij publiceerde naast eigen werk veel werken van de Zwitserse componist Paul Huber, maar ook van andere componisten tevens uit het Duitstalige buitenland. Als arrangeur bewerkte hij klassieke werken voor harmonieorkest, bijvoorbeeld de ouverture tot de opera Rübezahl van Friedrich von Flotow. 

## Composities

### Werken voor harmonieorkest
- Emberi Marsch
- Fahneneid, mars
- IK im Feuer
- I R S III/4 1937
- Marsch des Grenz-Regiments 51
- Milo-Marsch
- Peace and Freedom
- Treue zur Scholle
- Trompeter Kameraden
- Unser Regiment
- Vampire